# Baioneta
|  | Per a altres significats, vegeu «Baioneta (desambiguació)». |

La baioneta (del francès baïonnette) és una arma blanca, ajustada a l'extrem del canó d'una arma de foc, com un fusell o un mosquet, per poder ésser emprada en la lluita cos a cos. La baioneta més comuna des del segle xvii fins al segle xix era l'anomenada de cub, consistent en un cilindre metàl·lic buit al qual s'adossava una fulla triangular, que va ser especialment utilitzada als mosquets. En el segle xx va passar a ser un ganivet que es pot acoblar a l'arma per permetre el seu ús com a baioneta.

## Història

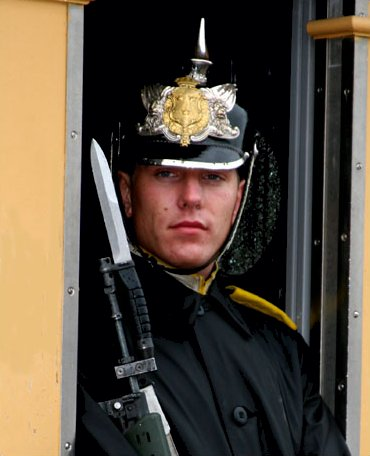
Membre de la Guàrdia reial sueca, empunyant una arma amb baioneta

L'origen del mot és francès, referint-se a la ciutat de Baiona, lloc on es varen fabricar les primeres baionetes. No es coneix amb exactitud la data d'aparició d'aquestes, però s'acostuma a situar als voltants de l'any 1640. Abans de la supressió de la pica, alguns oficials, tenint a aquesta arma per inútil i enutjosa en moltes ocasions, van buscar una altra que fos més còmoda. Quan M. de Puysegur, manat el 1642 a Flandes, enviava partides més enllà dels canals, els soldats no portaven espasa, sinó baionetes el cap de les quals era d'un peu de llarg i el mateix de la fulla: aquella baioneta podia entrar al canó del fusell i servia de defensa contra els que volien atacar una tropa després que havia fet el seu foc.
Les primeres baionetes eren simples ganivets amb mànec arrodonit, que es posaven directament sobre el canó del mosquet, evitant que el soldat d'infanteria pogués disparar, però transformant-los automàticament en piquers.
Per una ordenança de 16 de maig de 1676 va manar Lluís XIV que els dragons s'armessin de mosquet i baioneta. Els granaders creats el 1667, reunits en companyies el 1671, estaven armats de fusells i baionetes des de la pau de Nimega el 1678.
Entre els anys 1680 i 1690 es va produir la transformació que va estendre l'ús de la baioneta a la major part de guerres, fins ben entrat el segle xx: es va ancorar la baioneta al mateix fusell, deixant lliure el canó. D'aquesta manera, els fusellers, soldats d'infanteria podien anar disparant i envestint alhora, convertint en obsoletes les unitats d'arcabussers i mosqueters.
Mallec escrivia el 1684 a la seva obra titulada, Els Treballs de Mart:
| « | Es nota que excepte en els combats de la plana, els piquers són molt inútils, no podent emprar-se de faccionaris en els llocs avançats on per advertir cal fer soroll; com ni servir en els atacs i assalts de les places on es necessita tenir armes fàcils de manejar i que causin molt de rumor per intimidar els atacats. Aquestes i moltes altres raons van ser la causa de donar aquest any baionetes a alguns mosqueters, per ficar-les als seus canons i servir de piques quan els ataqués la cavalleria i potser per aquest mitjà s'abandonessin les piques. | » |

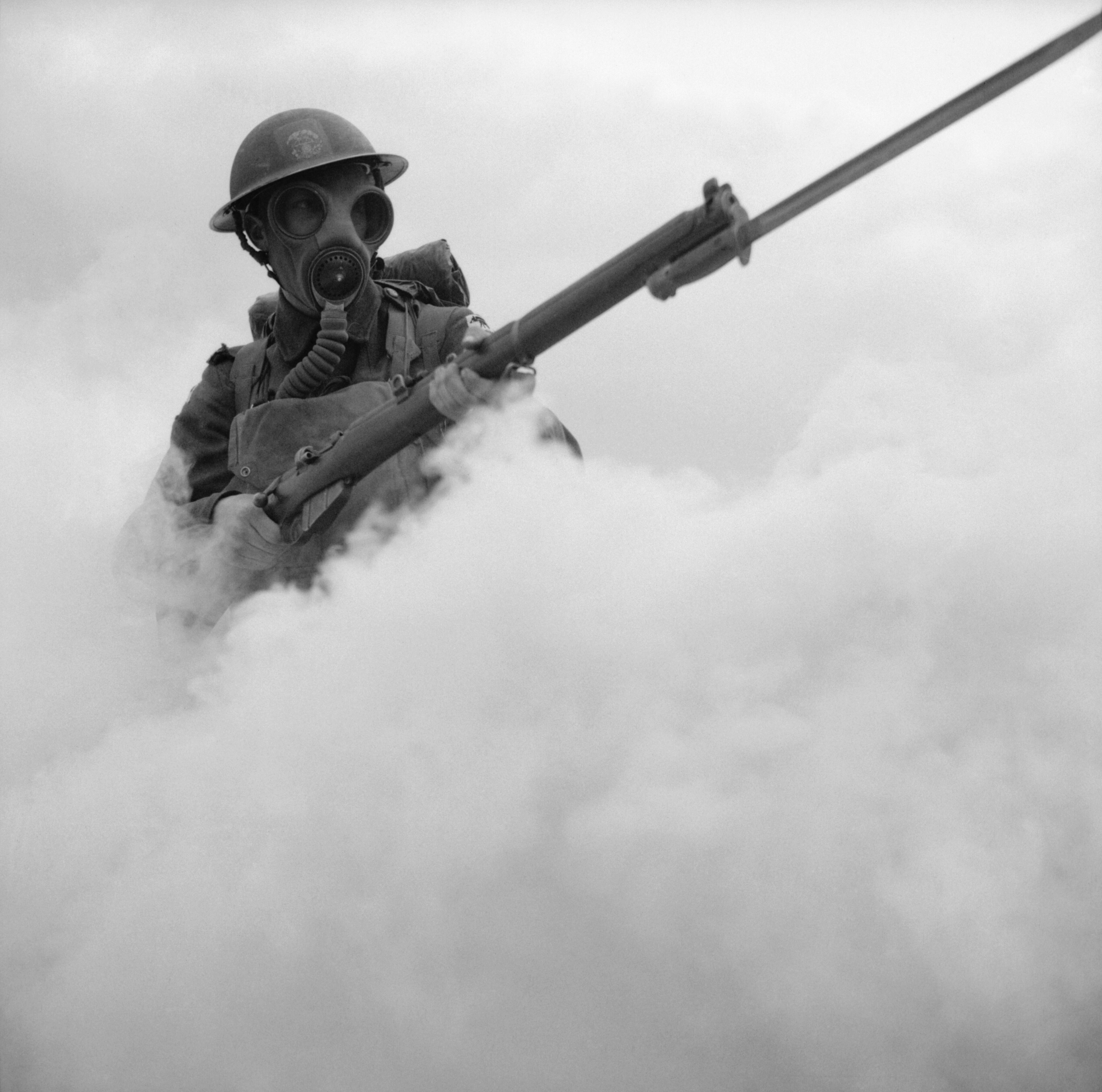
Un soldat britànic amb un fusell Lee-Enfield amb baioneta el 1941.

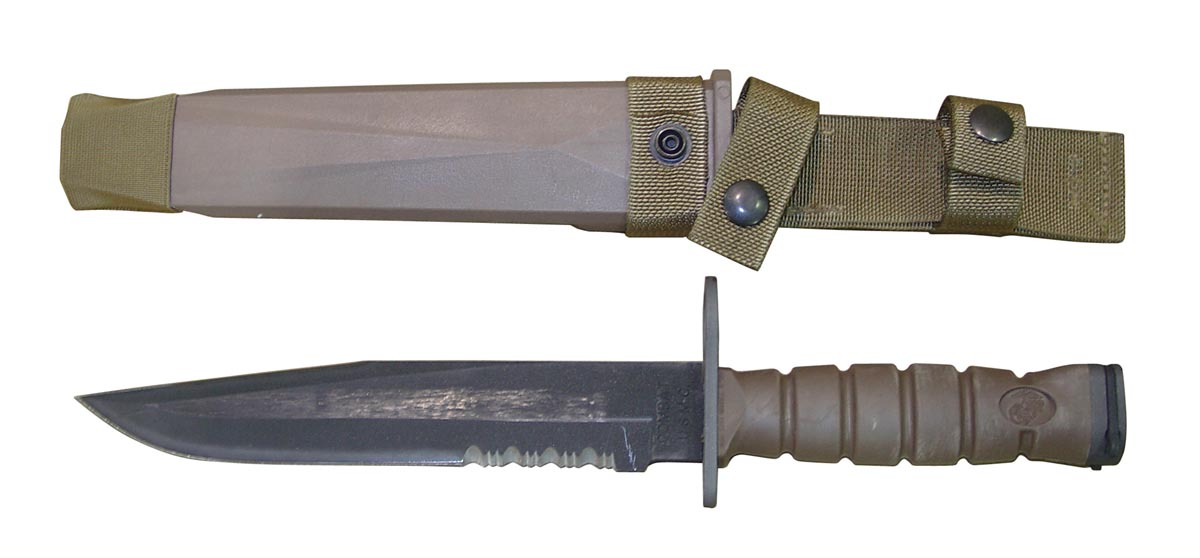
Baioneta OKC-3S - fabricada per "Ontario Knife Company".

En efecte ho van ser en 1703, pel dictamen del Mariscal de Vauban i es va substituir la baioneta. El P. Daniel creu que el primer cos que es va armar d'aquesta manera és el regiment dels fusellers creat el 1671 i anomenat després Real Artilleria. Aquesta arma no tenia més que un cap de fusta, que entrava al canó i calia treure-la i posar-la a la beina per llençar o carregar el fusell; aquests moviments feien perdre temps i el soldat en la calor i torbació de l'acció podia oblidar la baioneta, llençar sense haver-la tret i rebentar el fusell. Aquests inconvenients van fer imaginar aviat al cap buit i de la mateixa matèria que la baioneta, de manera que en lloc d'entrar al canó, aquest el rebés i s'adaptés d'una manera fixa i sòlida per mitjà d'una obertura feta a la galleda de ferro, en què entres un punt quadrat col·locat a l'extremitat del canó. Al mateix temps, en lloc de posar la fulla en la direcció del canó, se la va col·locar de costat per mitjà d'un coll encorbat que l'unís al cub i en una direcció paral·lela al canó, amb la invenció del qual es va trobar el mitjà de llençar i de carregar sense treure la baioneta.
Així el fusell es va convertir també en arma blanca i després no es va fer més ús de l'espasa, encara que es va continuar portant-la i fins i tot molts regiments la van abandonar per complet. Si encara es poden donar algunes ocasions d'atacar amb les armes blanques, l'espasa seria més avantatjosa contra la infanteria que el fusell armat amb la baioneta. Una arma massa llarga d'esgrima és molt feble; la pica dels grecs era molt inferior a l'espasa dels romans, el fusell amb la baioneta seria superior a la pica i una espasa forta i recta, entre les mans acostumades a manejar-la, millor que el fusell armat amb la baioneta.
En el segle xix, la baioneta va tenir un paper molt important. De fet, un de cada dos homes moria en combat per arma blanca. Més endavant, en la Primera Guerra Mundial, també va tenir molta importància a causa de les Guerres de trinxeres on abundava el combat cos a cos.
Durant la Segona Guerra Mundial va tenir una forta importància en les Guerres entre el Japó i els EUA, on els dos lluitaven intensament per conquerir les illes del Pacífic que estaven poblats per selva i de terrenys salvatges.
Encara en l'actualitat es continua utilitzant, però l'ús d'aquest en combat és quasi nul. La tècnica de l'esgrima de combat amb baioneta encara s'aprèn en nombrosos cossos militars, sent una excel·lent preparació psicològica per al combat encara amb molt poques possibilitats d'arribar a emprar-se (com la lluita amb ganivet de combat), sent molt emprada igualment per a ús cerimonial i de desfilada.

### Baionetes d'endoll

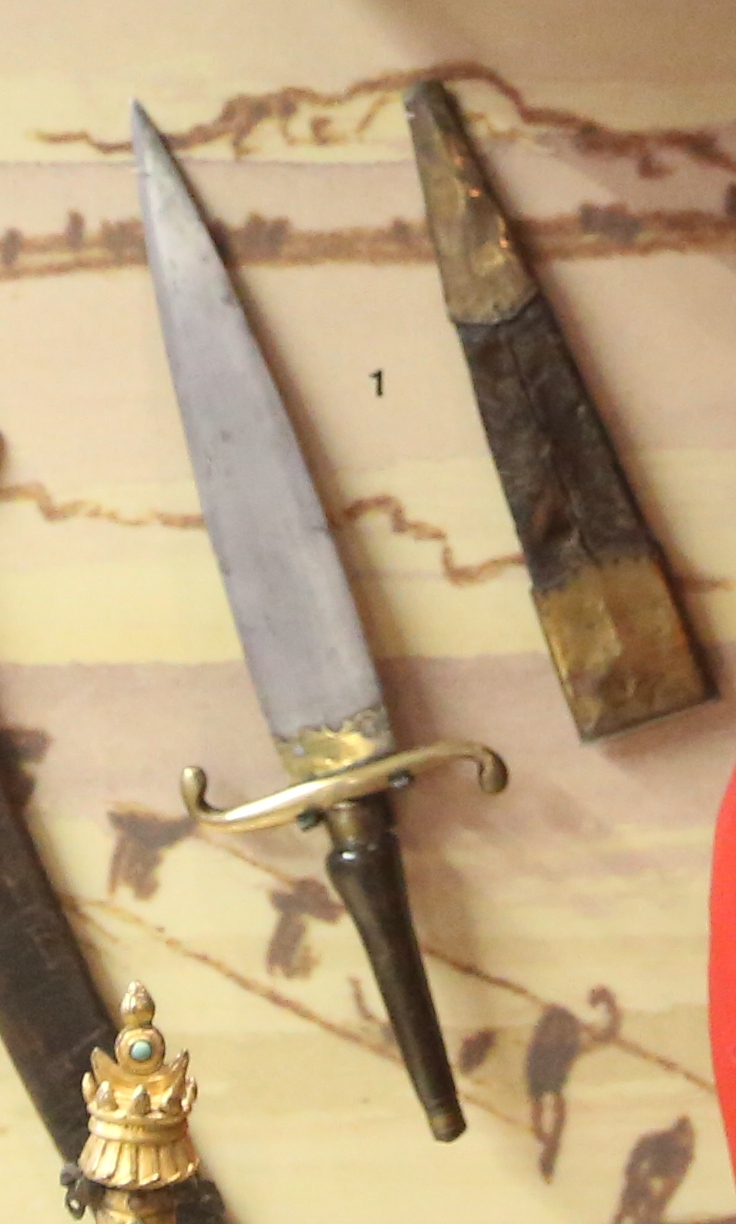
Baionetes d'endoll del.

El primer cas registrat de baioneta pròpiament dita es troba al tractat militar xinès Binglu (兵录), publicat el 1606. Tenia la forma denominada Arma de fill i mare (子母鳥銃), un mosquet de retrocàrrega que es lliurava amb una baioneta de tap d'uns 57,6 cm de longitud, cosa que li donava una longitud total d'1,92 m amb la baioneta acoblada. Va ser etiquetada com a "espasa de canó" (銃刀, 铳刀 Chòngdāo) descrivint-la com una "espasa curta que pot ser inserida en el canó i assegurada girant-la lleugerament" que ha de ser utilitzada "quan la batalla ha esgotat tant la pólvora com les bales, així com en la lluita contra els bandits, quan les forces s'acosten al cos a cos o es troben amb una emboscada" i si un "no pot carregar l'arma en el temps que es triga a cobrir dos bu (3,2 metres) de terreny han d'acoblar la baioneta i sostenir-la com una llança”.
Les primeres baionetes eren de tipus "tap", en què la baioneta s'encaixava directament al canó del mosquet. Això permetia convertir la infanteria lleugera en infanteria pesada i aturar les càrregues de la cavalleria. La baioneta tenia un mànec rodó que lliscava directament al canó del mosquet. Això naturalment impedia disparar l'arma. El primer esment conegut de l'ús de baionetes a la guerra europea va ser a les memòries de Jacques de Chastenet, Vescomte de Puységur. Va descriure als francesos usant tosques de 0,3 m de baionetes de tap durant la Guerra dels Trenta Anys (1618-1648). No obstant això, no va ser fins a 1671 quan el general Jean Martinet va estandarditzar i va lliurar baionetes de clavilla al regiment francès de fusellers que s'havia creat. Es van lliurar a part d'un regiment de dragons anglès en 1672, i als Fusellers Reials en 1685.

### Baionetes de punta

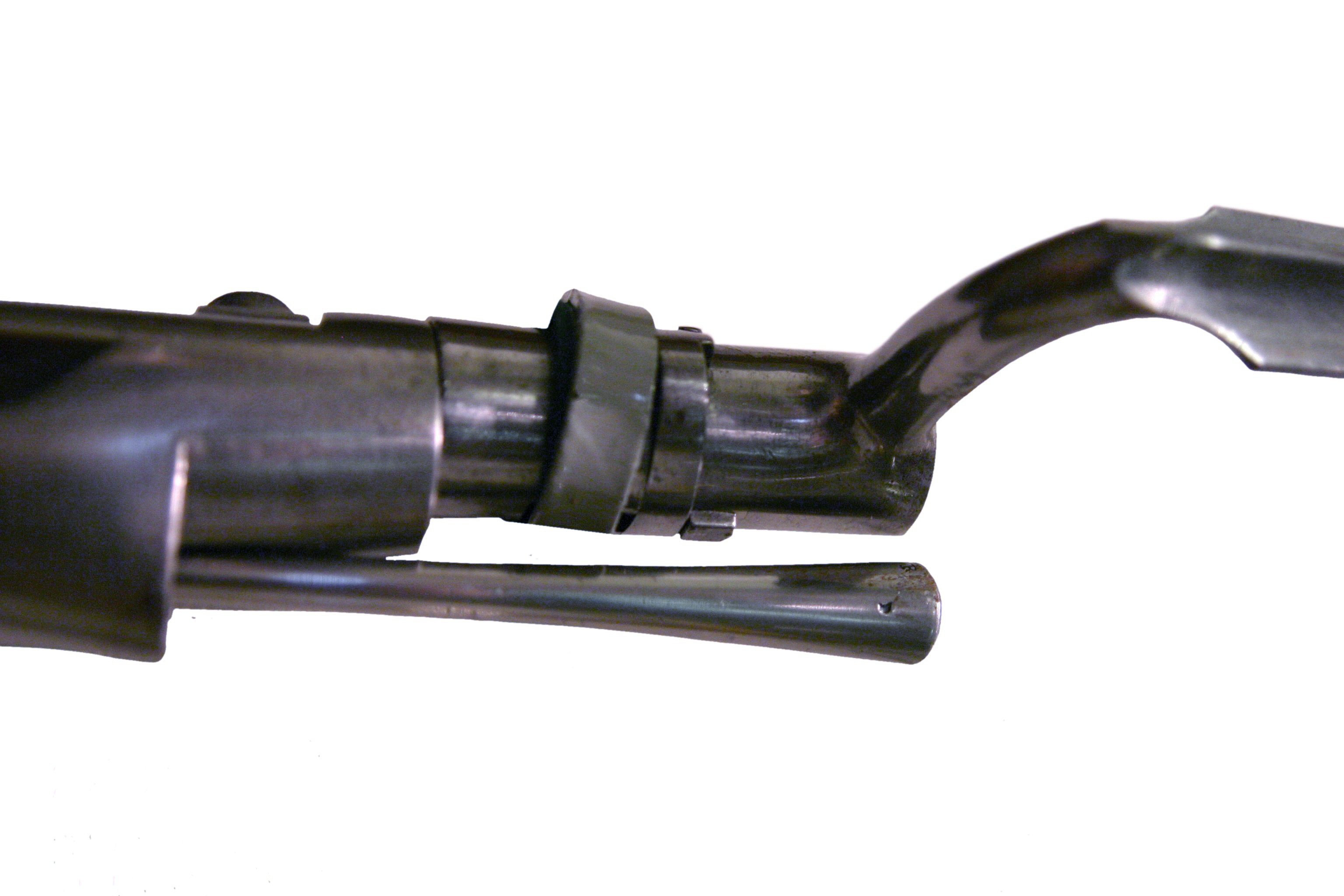
Casquet de baioneta, secció triangular i costats estriats.

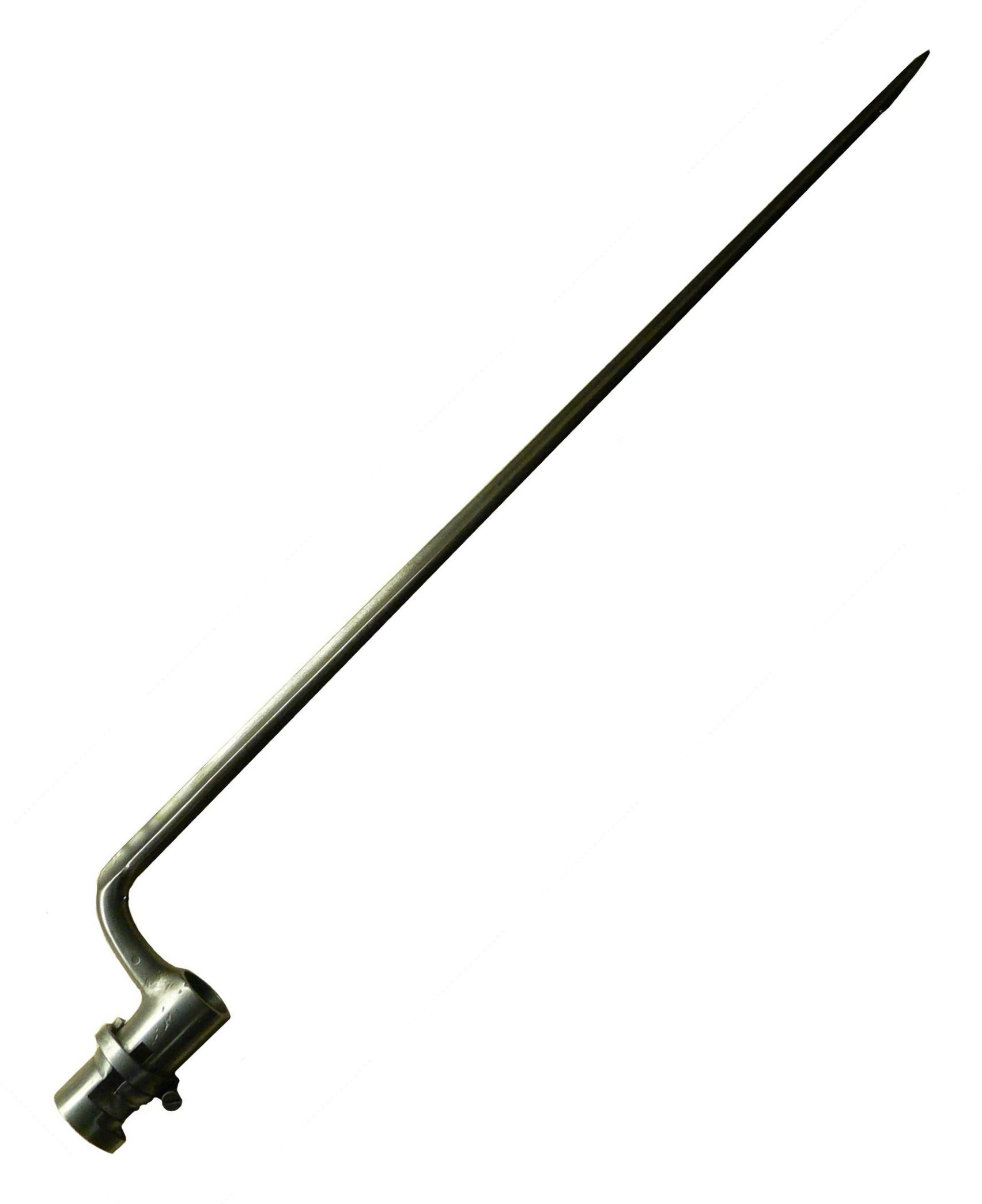
Baioneta de punta desplaçada de principis del.

El principal problema de les baionetes de tap era que quan es col·locaven feien impossible disparar el mosquet, cosa que obligava els soldats a esperar fins a l'últim moment possible abans d'un combat cos a cos per fixar la baioneta. La derrota de les forces lleials a William d'Orange pels muntanyencs (highlanders) jacobites a la batalla de Killiecrankie en 1689 es degué ( entre altres coses) a l'ús de la baioneta de tap. Els Highlanders es van acostar a 50 metres, van disparar una sola descàrrega, van deixar anar els seus mosquets i, utilitzant destrals i espases, van atropellar ràpidament els lleials abans que tinguessin temps de fixar les baionetes. Poc després, es creu que el líder derrotat, Hugh Mackay (general) Hugh Mackay, va introduir una baioneta d'encaix de la seva pròpia invenció. Aviat les baionetes d′"encaix" incorporarien tant muntures d'encaix com un full desplaçat que s'ajustava al voltant del canó del mosquet, cosa que permetia disparar i recarregar el mosquet mentre la baioneta estava subjecta.
Després de la batalla de Fleurus en 1690, es va fer una prova infructuosa amb baionetes d'encaix o en ziga-zaga, en presència del rei Lluís XIV de França, que es va negar a adoptar-les, ja que tenien tendència a caure del mosquet. Poc després de la Pau de Ryswick (1697), anglesos i alemanys van abolir la pica i van introduir les baionetes d'encastre. La baioneta de baioneta britànica tenia un pic de secció triangular en lloc d'una fulla plana, amb un costat pla cap a la boca del canó i dos costats estriats a l'exterior a una longitud de 38,1 cm. No tenia segur per mantenir-lo subjecte a la boca del canó, i estava ben documentat que queia en el fragor de la batalla.

## Càrrega de baioneta
El desenvolupament de la baioneta a mitjan segle xvii va portar a la càrrega de baioneta a convertir-se en la principal tàctica d'infanteria durant el segle xix i el segle xx. Ja al segle xix, els erudits militars ja notaven que la majoria de les càrregues de baioneta no resultaven en combat cos a cos. En canvi, una banda generalment fugia abans que es produís una lluita real amb baionetes. S'ha sostingut que l'acte de col·locar les baionetes està relacionat principalment amb la moral, la creació d'un senyal clar per a amics i enemics de la voluntat de matar de prop.
La càrrega de baioneta va ser sobretot una eina de xoc. Si bé les càrregues eren raonablement comunes a les guerres dels segles segle xviii i segle xix, el combat real entre formacions amb les seves baionetes era tan estrany que en realitat no existia. En general, una càrrega només passaria després d'un llarg intercanvi de trets, i una banda es trencaria i correria abans que realment es fes contacte. Sir Charles Oman, arribant al final de la seva història de la Guerra d'independència espanyola en què havia estudiat de prop centenars de batalles i combats, només va descobrir un únic exemple de, en les seves paraules, "una de les coses més rares de la Guerra Peninsular, una veritable lluita cos a cos amb l'arma blanca". Els combats cos a cos de la infanteria eren molt més comuns al camp proper: pobles, llogarets, moviments de terra i altres terrenys que reduïen la visibilitat a tals rangs que la lluita cos a cos era inevitable. Aquests tumults, però, no eren càrregues de baioneta per se, ja que no van ser executats ni defensats per cossos regulars d'infanteria ordenada; més aviat van ser una sèrie caòtica de combats individuals on es van usar culates de mosquet i punys juntament amb baionetes.